# ليون ديون
ليون ديون هو عالم سياسة كندي، ولد في 9 أكتوبر 1922 في Saint-Arsène ‏ في كندا، وتوفي في 20 أغسطس 1997 في Sillery, Quebec City ‏ في كندا بسبب غرق.